# Мейер, Фредерик
Фредерик Юлиус «Фред» Мейер (англ. Frederick Julius "Fred" Meyer, известен также под прозвищами Доктор Фредди англ. Dr. Freddy и Борец-стоматолог англ. The Wrestling Dentist; 17 мая 1900, Чикаго, Иллинойс, США — 12 марта 1983,  Лос-Анджелес, Калифорния, США) — американский борец вольного стиля, бронзовый призёр Олимпийских игр

## Биография
Выступал в соревнованиях по борьбе во время обучения в Чикагском еврейском университете. Шестикратный чемпион Центральной части США по версии Amateur Athletic Association, четырёхкратный чемпион США.  
На Летних Олимпийских играх 1920 года в Антверпене боролся в весовой категории свыше 82,5 килограммов (тяжёлый вес). Борьба проходила по правилам Catch As Catch Can, напоминающим правила современной вольной борьбы. Схватка по регламенту турнира продолжалась 10 минут, финальные схватки три раунда по 10 минут. Турнир проводился по системе с выбыванием после поражения; выигравшие во всех схватках боролись в финале, проигравшие в полуфинале боролись за третье место. 
В схватке за третье место с Эрнстом Нильссоном по каким-то причинам была зафиксирована ничья, что не допускалось правилами. До сей поры имеется неопределённость: были ли вручены две бронзовые медали или оба борца остались на четвёртом месте. В официальном отчёте оба борца числятся на третьем месте. 
См: турнирную сетку
После окончания спортивной карьеры стал профессиональным борцом и получил большую известность именно как рестлер. 
Умер в 1983 году